# Brigitte Bout
Pour les articles homonymes, voir Bout.
Brigitte Bout est une femme politique française, ingénieure, née le 26 janvier 1941 à Armentières (Nord) et morte le 5 février 2024 à Tourcoing (Nord), sénatrice membre du groupe UMP de 2002 à 2011. 

## Biographie
Née Brigitte Pouille le 26 janvier 1941 à Armentières, elle est la fille du résistant et député Robert Pouille. Ingénieure de profession, elle devient sénatrice du Pas-de-Calais le 8 juin 2002, lors de l'arrivée de Jean-Paul Delevoye au gouvernement. Sous l'ensemble de son mandat elle fait donc partie de la majorité présidentielle.
Elle est membre de l'Office parlementaire d'évaluation des choix scientifiques et technologiques, vice-présidente de l'Office parlementaire, et membre de la délégation aux droits des femmes et à l'égalité des chances hommes-femmes.
Le 31 janvier 2013, elle est promue Chevalier de la Légion d'honneur par Gérard Larcher pour ses 47 ans de services.
Elle est aussi présidente de l'association Maurice-Schumann, créée pour perpétuer la mémoire de ce résistant ami de la famille.
Brigitte Bout s'est éteinte à Tourcoing le 5 février 2024 à l'âge de 83 ans.

## Mandats en cours
Commune de Fleurbaix
- Conseillère municipale (1977-2001 et depuis 2008)

## Anciens mandats
Sénat
- Sénatrice du Pas-de-Calais (8 juin 2002-30 septembre 2011)

Commune de Fleurbaix
- Conseillère municipale (1977-2001  et depuis 2008)
- Adjointe au maire (1983-2001)
- Maire (18 mars 2001-16 mars 2008)